# Pigeon ramier des Açores
Columba palumbus azorica · Palombe
Sous-espèce
Répartition géographique
Statut de conservation UICN

 EN : En danger

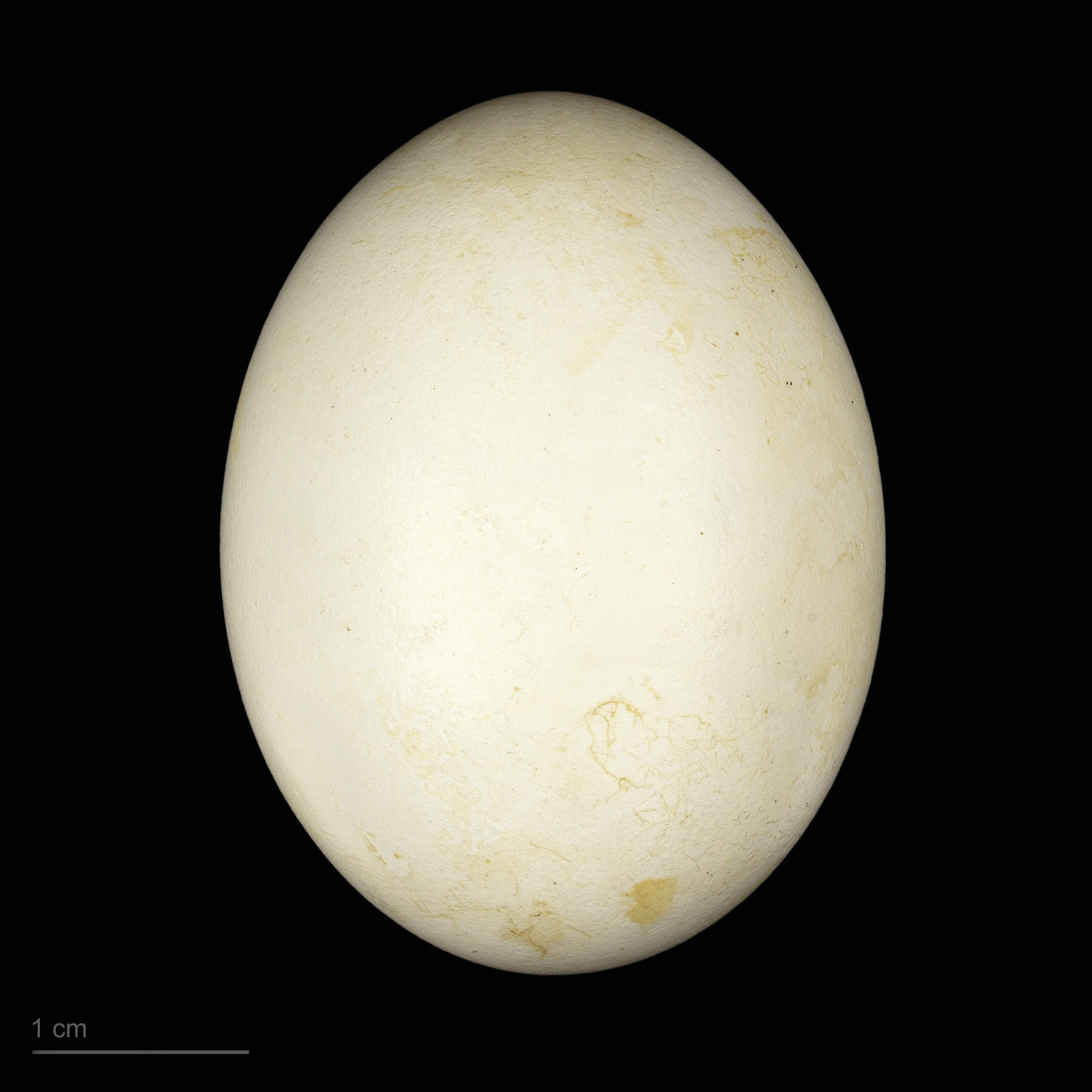
Oeuf de Columba palumbus azorica - Muséum de Toulouse

Le Pigeon ramier des Açores (Columba palumbus azorica) est une sous-espèce du Pigeon ramier (Columba palumbus) endémique des Açores (Portugal).

## Description
Le pigeon ramier des Açores ressemble beaucoup à la sous-espèce de pigeon ramier continental d’Afrique, Columba palumbus excelsa. Son plumage est un peu plus foncé, avec une couleur légèrement plus brillante que celle de la sous-espèce européenne (Columba palumbus palumbus), en particulier sur les parties supérieures et les couvertures sous-alaires. Le bec est orange à jaune et la coloration est plus pâle à l’extrémité, les yeux sont jaune pâle. Il a des marques blanches sur le cou et des taches vertes et violettes sur le cou et la poitrine. Les plumes se raidissent pour former des taches blanches sur les côtés du cou, avec plus d’extension que le pigeon ramier commun, mais similaire au pigeon ramier asiatique, Columba palumbus casiotis. Le pigeon ramier des Açores a également du blanc dans les ailes et une irisation verte plus étendue sur la nuque.

## Régime alimentaire
Le régime alimentaire change selon les saisons en fonction de la disponibilité des fruits. Les feuilles peuvent constituer la majeure partie de l’alimentation à certaines périodes de l’année, surtout lorsqu’il y a peu de fruits disponibles. L’oiseau broute les feuilles et les bourgeons, surtout pendant la reproduction. Il préfère le feuillage et les bourgeons à l’extrémité des branches. Ils mangent de jeunes feuilles arrondies et charnues, des feuilles du genre Prunus, de jeunes pousses d’Astéracées, de Caryophyllacées et de Brassicacées (Crucifères).

## Répartition et habitat
Cette sous-espèce est endémique des Açores.
Elle est toujours présente sur sept îles et a disparu de l’île Flores.
Le pigeon ramier des Açores se trouve principalement dans les zones boisées. C’est en mars que l’on trouve le plus grand nombre de membres reproducteurs. Comme certaines sous-espèces de pigeons ramiers de Macaronésie ou des îles du Pacifique, ils ont un faible taux de reproduction, inférieur à celui du pigeon ramier commun. Le pigeon ramier des Açores pond un ou deux œufs de couleur blanche.
En 2003, sept des neuf îles des Açores ont fait l’objet d’un sondage. L’étude a donné des estimations de densité de 14,52 oiseaux/km2 sur Terceira et de5,14 oiseaux/km2 sur les six autres îles. Les densités de pigeons ramiers des Açores aux Açores étaient encore beaucoup plus faibles que celles du pigeon ramier commun en Europe continentale. Les populations des Açores pourraient maintenant être limitées par la disponibilité de l’habitat de reproduction et l’approvisionnement alimentaire hivernal. Il existe de fortes différences entre l’abondance des pigeons ramiers sur les différentes îles de l’archipel, notamment avec des densités plus élevées sur l’île de Terceira que sur toutes les autres îles. En 1905, l’ornithologue allemand Ernst Hartert l’a identifié comme une sous-espèce.
Les pigeons ramiers des Açores jouent un rôle écologique important. Ce sont les seuls oiseaux de la région capables de manger les plus grandes drupes indigènes et de disperser les graines. Son nombre a fortement diminué après la colonisation humaine de l’archipel et il a complètement disparu de certaines îles. La principale cause du déclin de sa population était la perte d’habitat due au défrichement des forêts, mais la chasse et la prédation des nids par des espèces introduites comme les rats étaient également des facteurs contributifs. Toute intrusion comme les chiens et les chats peut causer de grandes inquiétudes dans la population nicheuse. Le rat noir est une espèce qui grimpe aux arbres à la recherche de nourriture et attaque les nids d’oiseaux, causant, au moins, l’abandon des œufs et la ruine de la saison de reproduction.

## Statut
Le pigeon ramier des Açores est en voie de disparition. La protection des forêts de lauriers et l’interdiction effective de la chasse ont permis d’augmenter leur nombre.
Cette sous-espèce est plus dépendante de l’eau que les autres espèces de pigeons. Il habite les plages et les forêts sempervirentes de feuillus et de la laurisylve macaronésienne. Il est fortement dépendant d’une forêt mature, dont les graines sont dispersées par les oiseaux. Il se nourrit également dans les pâturages et les terres agricoles, dans les terres cultivées et les terres labourées. Il est présent à l’intérieur des terres de Terceira, en particulier sur la côte ouest et près de Lagoa da Junco. Il y a quelques spécimens à São Miguel, près de Lagoa Azul.
L’espèce a pratiquement disparu en raison de la déforestation. L’aire de reproduction ne se trouve qu’à proximité de plans d’eau douce avec un couvert forestier dense, où les couples peuvent nicher. 

## Classification
Le nom valide complet (avec auteur) de ce taxon est Columba palumbus azorica Hartert, 1905.
Ce taxon porte en français le nom vernaculaire ou normalisé suivant : Pigeon ramier (sous-espèce des Açores).